# Египтяне (Эсхил)
«Египтяне» (др.-греч. Αἰγύπτιοι) — трагедия древнегреческого драматурга Эсхила (первая половина V века до н. э.), вторая часть тетралогии, посвящённой мифу о Данаидах. Её текст практически полностью утрачен.

## Сюжет и судьба пьесы

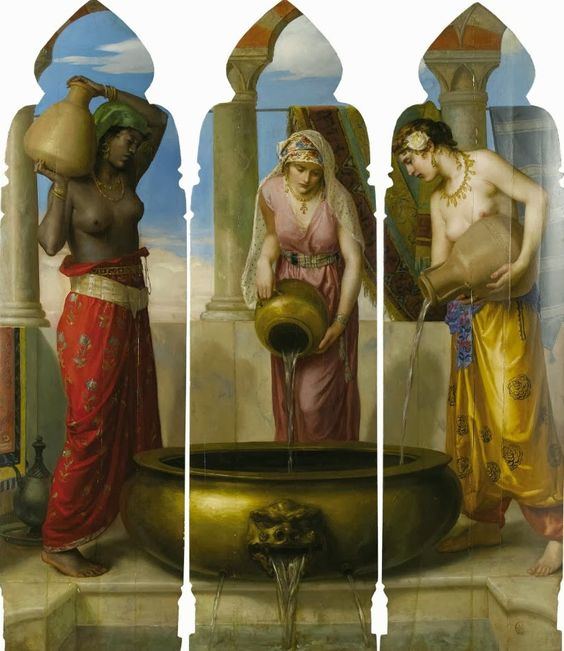
Уолтер Крэйн. Данаиды. XIX век

В основе сюжета «Египтян» лежат аргосские мифы. Царь Ливии Данай с пятьюдесятью дочерьми прибыл в Элладу, спасаясь бегством от своего брата Эгипта и его пятидесяти сыновей, но эгиптиады его настигли и заставили организовать коллективную свадьбу. Предположительно действие «Египтян» происходит в Аргосе: эгиптиады женятся на своих двоюродных сёстрах, а те в первую же брачную ночь убивают своих мужей кинжалами, которые им раздал отец.
«Египтяне» стали второй частью тетралогии «Данаиды». В первой части, «Просительницы» (её текст сохранился), дочери Даная прибывают в Арголиду и просят убежища. В третьей части, «Данаиды», судят Гипермнестру, которая отказалась убивать мужа. Наконец, в сатировской драме «Амимона» разрабатывается боковое ответвление сюжета — о данаиде, ставшей возлюбленной Посейдона. Текст «Египтян» полностью утрачен. Есть только один короткий фрагмент, который мог быть частью этой пьесы. Это фраза, ставшая в исторические времена пословицей: «Египтяне всегда ловки на хитрости».
Возможно, «Строители брачного терема», упомянутые в одном из каталогов эсхиловых пьес, — это всё те же «Египтяне». В этом случае существует ещё один сохранившийся фрагмент, в две строки.
До Эсхила трагедию «Египтяне» с тем же сюжетом написал Фриних.